# 1915 a filmművészetben

## Események
- február 1. – William Fox megalapítja a Fox Film Corporationt.
- március 21. – Carl Laemmle megnyitja műtermét, az Universal City-t a San Fernando-völgyben.
- április 15. – Az USA legfelsőbb bírósága megfosztja szabadalmi jogaitól a Motion Picture Patens Company-t, mert az ágazaton belül monopolhelyzetre tett szert.
- május 20. – Louis B. Mayer, Richard Rowland és James C. Clarke létrehozza a Metro Pictures Corporation stúdiót.
- június 18. – A Motion Picture Directors Association (Filmrendezők Szervezete) (MPDA) megalakul 26 filmrendezővel Kaliforniában.

## Sikerfilmek
- Egy nemzet születése – rendező D. W. Griffith

## Filmbemutatók

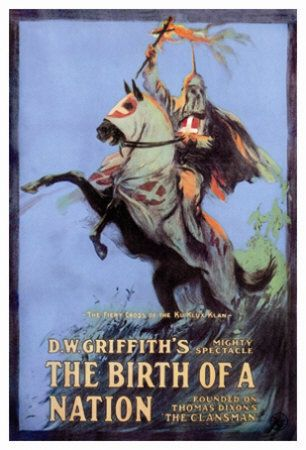
Griffith: Egy nemzet születése

- A Fool There Was – főszereplő Theda Bara
- Egy nemzet születése – főszereplő Lillian Gish, rendező D. W. Griffith
- Carmen – főszereplő Theda Bara
- Fatty's Tintype Tangle – főszereplő és rendező 'Fatty' Arbuckle
- Les Vampires – rendező Louis Feuillade

## Magyar filmek
- Akit ketten szeretnek – rendező: Kertész Mihály
- Barlanglakók – rendező: Damó Oszkár
- A börzekirály – rendező: Garas Márton
- Cox és Box – rendező: Garas Márton
- Csak semmi botrányt! – rendező: ifj. Deésy Alfréd
- Csonka és béna katonák között – rendező: Illés Jenő
- Dódi karrierje – rendező: Bródy István
- A falu rossza – rendező: Pásztory M. Miklós
- Göre Marcsa lakodalma – rendező: Damó Oszkár
- Havasi Magdolna – rendező: Garas Márton
- Hőseink diadalútja – rendező: Illés Jenő
- Jó éjt, Muki! – rendező: Garas Márton
- A kormányzó – rendező: Garas Márton
- Leányfurfang – rendező: Janovics Jenő
- Liliomfi – rendező: Janovics Jenő
- Lyon Lea – rendező: Korda Sándor
- Romlott emberek közt – rendező: Illés Jenő
- Simon Judit – rendező: Mérei Adolf
- Tetemrehívás – rendező: Garas Márton
- A tiszti kardbojt – rendező: Korda Sándor
- Tyutyu és Tyotyó – rendező: Korda Sándor
- Vigyázz, törékeny! – rendező: Góth Sándor
- Ágyú és harang – rendező: Pintér Imre
- Éjféli találkozás – rendező: Garas Márton

## Rövidfilm-sorozatok
- Harold Lloyd (1913–1921)
- Charlie Chaplin (1914–1923)

## Születések
- január 9. – Anita Louise, színésznő († 1970)
- január 9. – Fernando Lamas, színész († 1982)
- január 11. – Veda Ann Borg, színésznő († 1973)
- január 29. – Victor Mature, színész († 1999)
- január 30. – Dorothy Dell, színésznő († 1934)
- február 7. – Eddie Bracken, színész († 2002)
- február 12. – Lorne Greene, színész († 1987)
- február 21. – Ann Sheridan, színésznő († 1967)
- február 23. – Jon Hall, színész († 1979)
- február 28. – Zero Mostel, színész († 1977)
- március 2. – Lona Andre, színésznő († 1992)
- március 15. – Caterina Boratto, olasz színésznő († 2010)
- április 20. – Szeleczky Zita színésznő, filmszínésznő († 1999)
- április 21. – Anthony Quinn, színész († 2001)
- április 25. – Szabó Sándor, színész († 1997)
- május 5. – Alice Faye, színésznő († 1998)
- május 6. – Orson Welles, színész, rendező († 1985)
- május 15. – Mario Monicelli, olasz rendező, forgatókönyvíró († 2010)
- június 12. – Priscilla Lane, énekes, színésznő († 1995)
- július 7. – Yul Brynner, színész († 1985)
- augusztus 29. – Ingrid Bergman, színésznő († 1982)
- szeptember 5. – Jack Buetel, színész († 1989)
- szeptember 10. – Edmond O'Brien, színész († 1985)
- október 13. – Cornel Wilde, színész († 1989)
- december 7. – Eli Wallach, színész († 2014)
- december 12. – Frank Sinatra, énekes, színész († 1998)
- december 13. – Curd Jürgens, színész († 1982)

## Halálozások
- április 26. – John Bunny, némafilm-vígjátékszínész